# Deutsche Forschungsgemeinschaft
La Deutsche Forschungsgemeinschaft (abreviada DFG, Fundació Alemanya d'Investigació en català) és una important organització alemanya de patrocini d'investigació, la més gran d'Europa. La DFG dona suport a la investigació científica i humanística per mitjà d'una gran varietat de beques, premis i una infraestructura de patrocini. Aquesta organització autònoma està basada a Bonn i és financiada pels estats i govern alemanys. Només les universitats capdavanteres en investigació són membres de la DFG.

## Funció

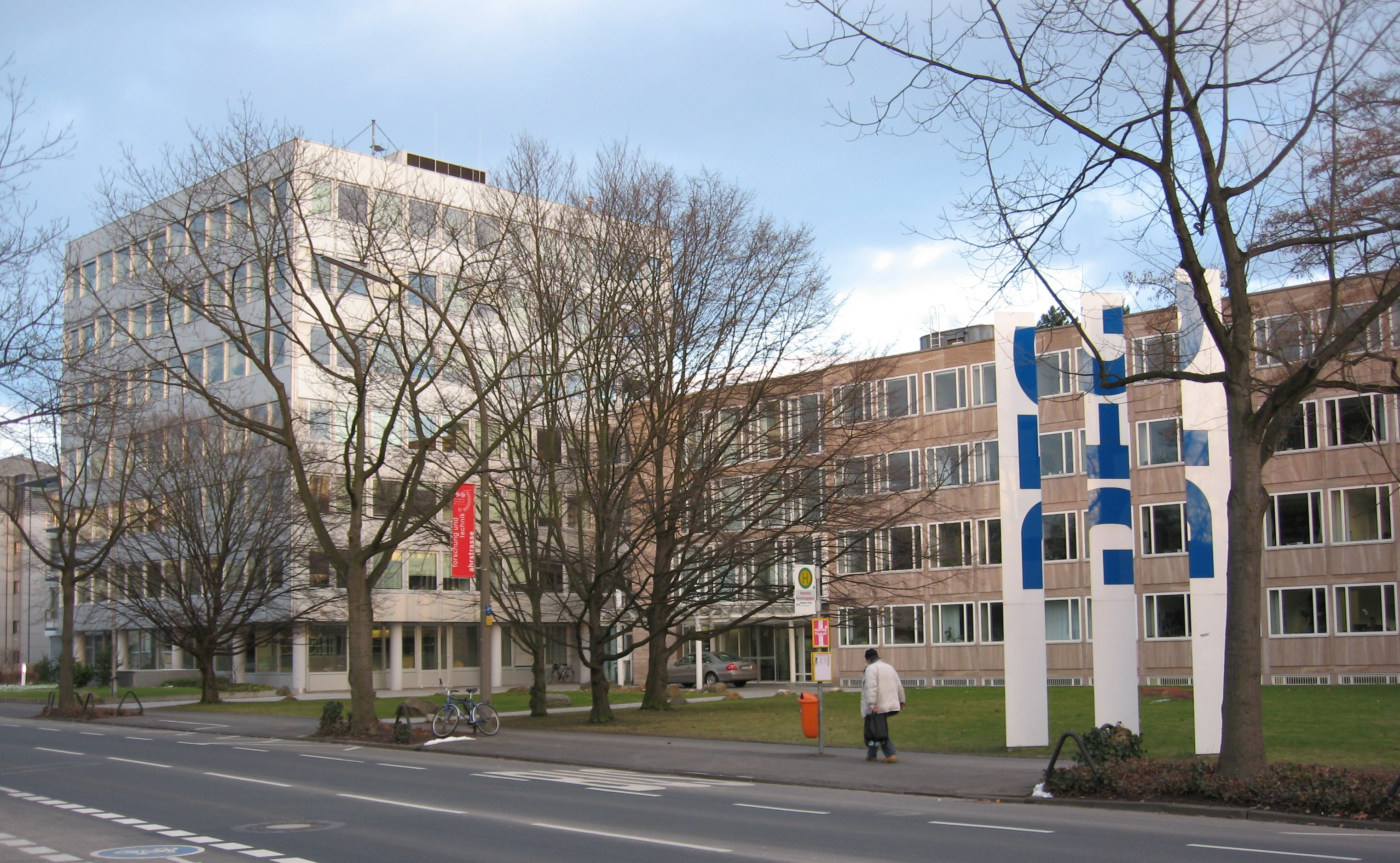
Base del DFG a Bonn, Alemanya.

El DFG dona suport a la investigació en ciències, enginyeria i humanitats mitjançant diversos programes de beques, premis i finançant infraestructures. L'organització autogovernada es basa a Bonn i està finançada pels estats alemanys i el govern federal. A partir del 2017, l'organització consta d'aproximadament. 100 universitats de recerca i altres institucions de recerca.
El DFG concedeix diversos premis d'investigació, inclòs el premi Gottfried Wilhelm Leibniz. El premi de ciència polonès-alemany Copèrnic s'ofereix conjuntament amb la Fundació per a la Ciència Polonesa.
Segons un article del 2017 a The Guardian, el DFG ha anunciat publicar la seva investigació en revistes en línia gratuïtes.

## Antecedents
El 1937, la Notgemeinschaft der Wissenschaft (NG) fou rebatejada com a Deutsche Gemeinschaft zur Erhaltung und Förderung der Forschung ("Associació alemanya per al suport i el progrés de la investigació científica"), per a una breu coneguda com a Deutsche Forschungsgemeinschaft (DFG). Fins i tot abans de l'elecció dels nacionalsocialistes al poder, el 1933, els projectes finançats per NG havien treballat amb diligència en la investigació alineada pels nazis, especialment en la recerca etnogràfica alemanya a l'Europa de l'Est que posaria les bases de la "Lebensraum" hitleriana i de les polítiques d'extermini; durant el període nacionalsocialista, el lideratge de NG es va mostrar preparat i disposat a adaptar-se a la "nova era" orientant les seves pràctiques de finançament cap a temes relacionats amb armaments i autocràcia, alineant essencialment els seus objectius amb els del nou règim. Al final de la Segona Guerra Mundial a Alemanya, el 1945, el DFG ja no estava actiu. El 1949, després de la formació de la República Federal, es va tornar a fundar com a NG i de nou a partir de 1951 com a DFG.